# Niklas Treutle
Niklas Treutle, född 29 april 1991, är en tysk professionell ishockeymålvakt som är kontrakterad till NHL-organisationen Arizona Coyotes och spelar för deras primära samarbetspartner Springfield Falcons i American Hockey League (AHL). Han har tidigare spelat på lägre nivåer för Nürnberg Ice Tigers, Thomas Sabo Ice Tigers, Hamburg Freezers och EHC München i Deutsche Eishockey Liga (DEL), SC Riessersee i DEL2, Eispiraten Crimmitschau i 2. Eishockey-Bundesliga och Deggendorf Fire i Eishockey-Oberliga.
Treutle blev aldrig draftad av någon NHL-organisation.